# Donnellia laxiuscula
Donnellia laxiuscula är en bladmossart som beskrevs av William Russell Buck 1988. Donnellia laxiuscula ingår i släktet Donnellia och familjen Sematophyllaceae. Inga underarter finns listade i Catalogue of Life.